# Mary Wheeler
Mary Fanett Wheeler (Cuero, Texas, Estados Unidos, 28 de diciembre de 1938) es una matemática estadounidense conocida por su trabajo en métodos numéricos en ecuaciones en derivadas parciales, incluyendo métodos de descomposición del dominio. En 2009 recibió el Premio Theodore von Kármán de la Sociedad de Matemáticas Aplicadas e Industriales.

## Vida personal
Mary Fanett Wheeler nació el 28 de diciembre de 1938 en Cuero, Texas. Obtuvo un doble major en ciencias sociales y matemáticas en la Universidad de Texas en 1960 y una maestría en 1963. Escribió su tesis de maestría sobre el método de Peaceman-Rachford, y más tarde se trasladó a la Universidad Rice para realizar su doctorado con el propio Henry Rachford en 1971.

## Carrera
La investigación de Wheeler se centra en análisis de elementos finitos y problemas en medios porosos con aplicaciones en ingeniería, industria petrolera y limpieza de la contaminación medioambiental. Sus primeros trabajos fueron contribuciones fundamentales a los métodos de elementos finitos y el análisis numérico. Más tarde su interés se trasladó a los problemas en medios porosos, para lo que usó su conocimiento de métodos numéricos para estudiar problemas en la industria petrolera como la gestión de la extracción del petróleo. También estudió problemas medioambientales como la limpieza de reservas subterráneas, vertidos de residuos tóxicos y secuestro de dióxido de carbono. Además, ha trabajado con el Cuerpo de Ingenieros del Ejército de los Estados Unidos sobre el impacto medioambiental en las bahías de Chesapeake, Delaware y Florida.
Sobre la contraposición de matemáticas puras y aplicadas, afirmó que «para mí es importante ver tu trabajo utilizado. También hago cosas abstractas, y no sé si viviré para verlas aplicadas».
Wheeler trabajó en la Universidad Rice entre 1971 y 1995, con excepción de una estancia de dos años en la Universidad de Houston en 1988-90. En 1995 se trasladó a la Universidad de Texas en Austin, donde fue directora del Centro de Modelización del Subsuelo del Instituto Oden de Ingeniería y Ciencias de la Computación. Está registrada como ingeniera profesional en el estado de Texas desde 1999. En 1989 impartió la prestigiosa Noether Lecture de la Asociación de Mujeres en Matemáticas en Phoenix. Su charla llevaba el título «Large Scale Modeling of Problems Arising in Flow in Porous Media» (Modelización a gran escala de problemas procedentes de flujos en medios porosos).

## Premios
- Noether Lecture (1989)
- Premio Theodore von Kármán (2009)
- Premio Humboldt (2011)

## Afiliaciones
- Fellow de la Sociedad de Matemáticas Aplicadas e Industriales.
- Sociedad de Ingenieros del Petróleo.
- Fellow de la Asociación Internacional de Mecánica Computacional.
- Academia Nacional de Ingeniería de Estados Unidos.
- Academia Estadounidense de las Artes y las Ciencias.